# Список найкращих легкоатлетів 1977
Нижче представлено список найкращих результатів 1977 року серед чоловіків та жінок у світі, Європі, СРСР та Українській РСР.

## Чоловіки

### Зимовий сезон
| Дисципліна            | Світ                                           | Європа                                         | СРСР                                    | УРСР                                       |
| --------------------- | ---------------------------------------------- | ---------------------------------------------- | --------------------------------------- | ------------------------------------------ |
| 50 метрів             | 5,74 Клаус-Дітер Куррат НДР                    | 5,74 Клаус-Дітер Куррат НДР                    |                                         |                                            |
| 60 метрів             | 6,57 Дон Кверрі Ямайка                         | 6,59 Маріан Воронін Польща Валерій Борзов СРСР | 6,59 Валерій Борзов УРСР                | 6,59 Валерій Борзов Київ                   |
| 400 метрів            | 46,53 Альфонс Бряйденбах Бельгія               | 46,53 Альфонс Бряйденбах Бельгія               |                                         |                                            |
| 800 метрів            | 1.46,4 (1.46,37) Карло Гріппо Італія           | 1.46,4 (1.46,37) Карло Гріппо Італія           | 1.47,7 Віктор Анохін РРФСР              | 1.50,0 Анатолій Печериця Севастополь       |
| 1000 метрів           | 2.21,5 Юрген Штрауб НДР                        | 2.21,5 Юрген Штрауб НДР                        |                                         |                                            |
| 1500 метрів           | 3.40,2 Джон Вокер Нова Зеландія                |                                                |                                         |                                            |
| Миля                  | 3.55,4 Найолл О'Шонессі Ірландія               | 3.55,4 Найолл О'Шонессі Ірландія               |                                         |                                            |
| 3000 метрів           | 7.47,9 Сулейман Ньямбуї Танзанія               | 7.50,3 Нік Роуз Велика Британія                |                                         | 8.06,6 Анатолій Недибалюк Вінницька обл.   |
| 2 милі                | 8.24,8 (8.24,83) Генрі Роно Кенія              |                                                |                                         |                                            |
| 5000 метрів           | 13.42,8 Леонід Шумський СРСР                   | 13.42,8 Леонід Шумський СРСР                   | 13.42,8 Леонід Шумський Білоруська РСР  |                                            |
| 50 метрів з бар'єрами | 6,59 Чарльз Фостер США                         | 6,61 Томас Мункельт НДР                        |                                         |                                            |
| 60 метрів з бар'єрами | 7,62 Томас Мункельт НДР                        | 7,62 Томас Мункельт НДР                        |                                         |                                            |
| Стрибки у висоту      | 2,28 Дуайт Стоунз США Олександр Григор'єв СРСР | 2,28 Олександр Григор'єв СРСР                  | 2,28 Олександр Григор'єв Білоруська РСР | 2,21 Володимир Журавльов Київ              |
| Стрибки з жердиною    | 5,52 Майк Таллі США                            | 5,51 Владислав Козакевич Польща                | 5,50 Володимир Трофименко Ленінград     | 5,40 Сергій Кривозуб Донецька обл.         |
| Стрибки в довжину     | 8,01 Гжегож Цибульські Польща                  | 8,01 Гжегож Цибульські Польща                  |                                         | 7,64 Василь Галиней Львівська обл.         |
| Потрійний стрибок     | 16,84 Томмі Хейнс США                          | 16,78 Анатолій Піскулін СРСР                   | 16,78 Анатолій Піскулін Ленінград       | 16,45 Микола Соловей Львівська обл.        |
| Штовхання ядра        | 21,50 Террі Олбріттон США                      | 20,92 Джефф Кейпс Велика Британія              | 20,19 Олександр Баришников Ленінград    | 19,80 Анатолій Ярош Ворошиловградська обл. |
| Семиборство           |                                                |                                                | 5540 Костянтин Ахапкін Москва           |                                            |

### Літній сезон
| Дисципліна                          | Світ                                                                                          | Європа                                                                     | СРСР | УРСР |
| ----------------------------------- | --------------------------------------------------------------------------------------------- | -------------------------------------------------------------------------- | --- | --- |
| 100 ярдів                           | 9,33 Джонні Джоунс США                                                                        |                                                                            | | |
| 100 метрів                          | 9,98 Сільвіо Леонард Куба                                                                     | 10,12 Ойген Рай НДР                                                        | 10,31 Микола Колесников Ленінград | 10,32 Валерій Борзов Київ |
| 200 метрів                          | 20,08 Сільвіо Леонард Куба                                                                    | 20,11 П'єтро Меннеа Італія                                                 | 20,81 Валерій Борзов УРСР | 20,81 Валерій Борзов Київ |
| 300 метрів                          | 32,47 П'єтро Меннеа Італія                                                                    | 32,47 П'єтро Меннеа Італія                                                 | | |
| 400 метрів                          | 44,65 Альберто Хуанторена Куба                                                                | 45,13 Альфонс Бряйденбах Бельгія                                           | 46,73 Павло Литовченко Москва | 46,86 Володимир Євстюнін Київ                                                                                                 |
| 600 метрів                          | 1.15,2 Джон Хігем Австралія                                                                   |                                                                            | | |
| 800 метрів                          | 1.43,4 (1.43,44) WR* Альберто Хуанторена Куба                                                 | 1.45,0 (1.44,95) Себастьян Коу Велика Британія                             | 1.46,8 Анатолій Решетняк УРСР | 1.46,8 Анатолій Решетняк Кримська обл.                                                                                        |
| 1000 метрів                         | 2.15,3 Майк Бойт Кенія                                                                        | 2.16,3 Віллі Вюльбек ФРН                                                   | 2.21,4 Микола Кривопатко УРСР | 2.21,4 Микола Кривопатко Рівненська обл.                                                                                      |
| 1500 метрів                         | 3.32,7 (3.32,72) Джон Вокер Нова Зеландія                                                     | 3.34,5 (3.34,45) Стів Оветт Велика Британія                                | 3.40,0 Володимир Абрамов РРФСР | 3.41,8 Микола Кривопатко Рівненська обл.                                                                                      |
| Миля                                | 3.52,0 Джон Вокер Нова Зеландія                                                               | 3.53,4 Імонн Коглен Ірландія                                               | | |
| 2000 метрів                         |                                                                                               |                                                                            | | |
| 3000 метрів                         | 7.41,2 Карл Флешен ФРН                                                                        | 7.41,2 Карл Флешен ФРН                                                     | | |
| 5000 метрів                         | 13.12,9 (13.12,87) WR* Дік Квекс Нова Зеландія                                                | 13.13,9 (13.13,88) Карл Флешен ФРН                                         | 13.29,2 (13.29,20) Енн Селлік Естонська РСР | 13.38,2 Анатолій Недибалюк Вінницька обл.                                                                                     |
| 10000 метрів                        | 27.30,5 (27.30,47) WR* Самсон Кімобва Кенія                                                   | 27.36,6 (27.36,62) Брендан Фостер Велика Британія                          | 28.03,6 (28.03,60) Леонід Мосєєв РРФСР | 28.39,0 Костянтин Лебедєв Київ                                                                                                |
| 20000 метрів                        |                                                                                               |                                                                            | | |
| 1 година                            | 20547 метрів Білл Роджерс США                                                                 | 20416 метрів Франко Фава Італія                                            | | |
| 25000 метрів                        | 1:17.19,8 Массімо Маньяні Італія                                                              | 1:17.19,8 Массімо Маньяні Італія                                           | | |
| 30000 метрів                        | 1:33.47,2 Массімо Маньяні Італія                                                              | 1:33.47,2 Массімо Маньяні Італія                                           | | |
| 110 метрів з бар'єрами              | 13,21 WR* Алехандро Касаньяс Куба                                                             | 13,37 Томас Мункельт НДР                                                   | 13,55 В'ячеслав Кулебякін Ленінград | 14,01 В'ячеслав Найденко Київ                                                                                                 |
| 400 метрів з бар'єрами              | 47,45 WR* Едвін Мозес США                                                                     | 48,83 Фолькер Бек НДР                                                      | 49,72 Василь Архипенко УРСР | 49,72 Василь Архипенко Донецька обл.                                                                                          |
| 2000 метрів з перешкодами           | 5.30,2 Домінго Рамон Іспанія Веса Лаукканен Фінляндія                                         | 5.30,2 Домінго Рамон Іспанія Веса Лаукканен Фінляндія                      | | |
| 3000 метрів з перешкодами           | 8.14,1 (8.14,05) Міхаель Карст ФРН                                                            | 8.14,1 (8.14,05) Міхаель Карст ФРН                                         | 8.26,2 Володимир Філонов РРФСР | 8.34,4 Леонід Савельєв Закарпатська обл.                                                                                      |
| 4х100 метрів                        | 38,03 WR* США Білл Коллінз Стів Ріддік Кліфф Вайлі Стів Вільямс                               | 38,57 НДР Манфред Кокот Ойген Рай Детлеф Кюбек Александер Тіме             | 38,75 СРСР Микола Колесников Ленінград Олександр Аксинін Ленінград Юрій Сілов Латвійська РСР Володимир Ігнатенко УРСР                                                           | 39,93 УРСР Володимир Ігнатенко Чернігівська обл. Валентин Цехович Київ Олексій Голоурний Київ Валерій Борзов Київ             |
| 4х200 метрів                        | 1.21,4 WR* Університет штату Аризона США Гері Бьорл Тоні Дарден Джеральд Бьорл Герман Фрейзір |                                                                            | | |
| 4х220 ярдів                         | 1.21,7 Університет штату Аризона США Гері Бьорл Тоні Дарден Джеральд Бьорл Герман Фрейзір     |                                                                            | | |
| 4х400 метрів                        | 3.01,20 США Елвіс Дженнінгз Віллі Сміт Тім Дейл Том Ендрюс                                    | 3.01,34 ФРН Лотар Кріг Франц-Пітер Хофмайстер Харальд Шмід Бернд Херрманн  | 3.06,7 РРФСР Семен Кочер Віктор Никаноров Валерій Юрченко В'ячеслав Доценко 3.07,47 СРСР Валерій Юрченко РРФСР Василь Архипенко УРСР Віктор Бураков УРСР Олексій Голоурний УРСР | 3.08,6 УРСР Володимир Євстюнін Київ Віктор Бураков Донецька обл. Володимир Білоконь Київ Сергій Щоголев Дніпропетровська обл. |
| 4x800 метрів                        |                                                                                               |                                                                            | | |
| 4x1500 метрів                       | 14.38,8 WR* ФРН Томас Вессінгхаге Харальд Худак Міхаель Ледерер Карл Флешен                   | 14.38,8 ER ФРН Томас Вессінгхаге Харальд Худак Міхаель Ледерер Карл Флешен | | |
| 4x1 милі                            | 16.15,5 Університет Теннессі США Сем Джеймс Кіт Янг Джон Райт Девід Лепп                      |                                                                            | | |
| Спортивна хода 20000 метрів         | 1:23.31,9 WR* Данієль Баутіста Мексика                                                        |                                                                            | | |
| Спортивна хода 30000 метрів         |                                                                                               |                                                                            | | |
| Спортивна хода 50000 метрів         | 3:56.38,2 Енріке Вера Ібаньєз Мексика                                                         |                                                                            | | |
| Напівмарафон (шосе)                 | 1:02.56 WB* Мірутс Їфтер Ефіопія                                                              |                                                                            | | |
| Марафон (шосе)                      | 2:10.55,0 Білл Роджерс США                                                                    | 2:11.57,0 Леонід Мосєєв СРСР                                               | 2:11.57,0 Леонід Мосєєв РРФСР | 2:15.46,0 Валерій Соловей Київ                                                                                                |
| Спортивна хода 20 кілометрів (шосе) |                                                                                               |                                                                            | | |
| Спортивна хода 50 кілометрів (шосе) |                                                                                               |                                                                            | | |
| Стрибки у висоту                    | 2,33 WR* Володимир Ященко СРСР                                                                | 2,33 ER* Володимир Ященко СРСР                                             | 2,33 NR* Володимир Ященко УРСР | 2,33 NR* Володимир Ященко Запорізька обл.                                                                                     |
| Стрибки з жердиною                  | 5,66 Владислав Козакевич Польща                                                               | 5,66 ER* Владислав Козакевич Польща                                        | 5,59 ER* Володимир Трофименко Ленінград | 5,40 Євген Тананика Харківська обл.                                                                                           |
| Стрибки в довжину                   | 8,27 Ненад Стекіч Югославія                                                                   | 8,27 Ненад Стекіч Югославія                                                | 8,05 Валерій Підлужний УРСР | 8,05 Валерій Підлужний Донецька обл.                                                                                          |
| Потрійний стрибок                   | 17,19 Рон Ліверс США                                                                          | 17,15 Анатолій Піскулін СРСР                                               | 17,15 Анатолій Піскулін Ленінград | 16,78 NR* Геннадій Ковтунов Донецька обл.                                                                                     |
| Штовхання ядра                      | 21,74 Удо Баєр НДР                                                                            | 21,74 Удо Баєр НДР                                                         | 20,69 Анатолій Ярош УРСР | 20,69 Анатолій Ярош Ворошиловградська обл.                                                                                    |
| Метання диска                       | 69,20 Мак Вілкінс США                                                                         | 68,26 Вольфганг Шмідт НДР                                                  | 65,40 Володимир Ляхов РРФСР | 63,36 Віктор Журба Ворошиловградська обл.                                                                                     |
| Метання молота                      | 77,60 Володимир Лісовий СРСР Карл-Ханс Рім ФРН                                                | 77,60 Володимир Лісовий СРСР Карл-Ханс Рім ФРН                             | 77,60 Володимир Лісовий Казахська РСР | 76,60 Юрій Сєдих Київ |
| Метання списа                       | 94,10 Міклош Немет Угорщина                                                                   | 94,10 Міклош Немет Угорщина                                                | 88,64 Микола Гребньов Білоруська РСР | 87,40 Василь Єршов Запорізька обл.                                                                                            |
| Десятиборство                       | 8478 Олександр Гребенюк СРСР                                                                  | 8478 ER* Олександр Гребенюк СРСР                                           | 8478 NR* Олександр Гребенюк РРФСР | 8053 Микола Авілов Одеська обл.                                                                                               |

## Жінки

### Зимовий сезон
| Дисципліна            | Світ                                                                    | Європа                                                                  | СРСР                             | УРСР                                      |
| --------------------- | ----------------------------------------------------------------------- | ----------------------------------------------------------------------- | -------------------------------- | ----------------------------------------- |
| 60 метрів             | 7,17 Марліс Ольснер НДР                                                 | 7,17 Марліс Ольснер НДР                                                 | 7,24 Людмила Сторожкова Москва   |                                           |
| 200 метрів            | 23,22 Аннегрет Ріхтер ФРН                                               | 23,22 Аннегрет Ріхтер ФРН                                               |                                  |                                           |
| 300 метрів            | 38,0 Катрін Делашаналь Франція                                          | 38,0 Катрін Делашаналь Франція                                          | 38,2 Марина Сидорова Ленінград   |                                           |
| 400 метрів            | 51,14 Маріта Кох НДР                                                    | 51,14 Маріта Кох НДР                                                    |                                  |                                           |
| 500 метрів            | 1.11,8 Розалін Брайант США                                              |                                                                         |                                  |                                           |
| 800 метрів            | 2.01,1 (2.01,12) Светла Златева Болгарія Джейн Коулбрук Велика Британія | 2.01,1 (2.01,12) Светла Златева Болгарія Джейн Коулбрук Велика Британія | 2.01,4 Світлана Стиркіна Москва  |                                           |
| 1000 метрів           | 2.42,0 Франсі Ларійо Сміт США                                           |                                                                         |                                  |                                           |
| 1500 метрів           | 4.08,1 Мері Стюарт Велика Британія                                      | 4.08,1 Мері Стюарт Велика Британія                                      |                                  |                                           |
| Миля                  | 4.37,4 Франсі Ларійо Сміт США                                           |                                                                         |                                  |                                           |
| 3000 метрів           | 9.03,6 Гіана Романова СРСР                                              | 9.03,6 Гіана Романова СРСР                                              | 9.03,6 Гіана Романова РРФСР      |                                           |
| 2 милі                | 9.58,2 (двічі) Франсі Ларійо Сміт США                                   | 10.02,1 Гіана Романова СРСР                                             | 10.02,1 Гіана Романова РРФСР     |                                           |
| 50 метрів з бар'єрами | 6,99 Йоганна Шаллер-Клієр НДР                                           | 6,99 Йоганна Шаллер-Клієр НДР                                           |                                  |                                           |
| 60 метрів з бар'єрами |                                                                         |                                                                         |                                  |                                           |
| Стрибки у висоту      | 1,95 Розмарі Аккерманн НДР                                              | 1,95 Розмарі Аккерманн НДР                                              |                                  | 1,86 Тамара Галка Одеська обл.            |
| Стрибки в довжину     | 6,67 Тетяна Скачко СРСР                                                 | 6,67 Тетяна Скачко СРСР                                                 | 6,67 Тетяна Скачко УРСР          | 6,67 Тетяна Скачко Ворошиловградська обл. |
| Штовхання ядра        | 22,50 WIR Хелена Фібінгерова Чехословаччина                             | 22,50 EIR Хелена Фібінгерова Чехословаччина                             | 19,62 Світлана Крачевська Москва | 17,92 Нуну Абашидзе Одеська обл.          |
| П'ятиборство          |                                                                         |                                                                         |                                  |                                           |

### Літній сезон
| Дисципліна                          | Світ | Європа | СРСР | УРСР |
| ----------------------------------- | --- | --- | --- | --- |
| 100 метрів                          | 10,88 WR* Марліс Ольснер НДР                                                                                     | 10,88 ER* Марліс Ольснер НДР                                                                                     | 11,21 NR* Людмила Сторожкова Москва                                                                                       | 11,60 Тетяна Пророченко Запорізька обл.                                                                    |
| 200 метрів                          | 22,37 Ірена Шевінська Польща                                                                                     | 22,37 Ірена Шевінська Польща                                                                                     | 22,81 Марина Сидорова Ленінград                                                                                           | 23,11 Тетяна Пророченко Запорізька обл.                                                                    |
| 400 метрів                          | 49,52 Ірена Шевінська Польща                                                                                     | 49,52 Ірена Шевінська Польща                                                                                     | 50,98 NR* Марина Сидорова Ленінград                                                                                       | 52,01 Людмила Аксьонова Київ                                                                               |
| 600 метрів                          | 1.24,9 Беттіна Вольфрум НДР                                                                                      | 1.24,9 Беттіна Вольфрум НДР                                                                                      | | |
| 800 метрів                          | 1.57,4 (1.57,39) Іляна Сілай Румунія                                                                             | 1.57,4 (1.57,39) Іляна Сілай Румунія                                                                             | 1.58,6 Тетяна Казанкіна Ленінград 1.58,73 Світлана Стиркіна Москва                                                        | 2.05,6 Тетяна Єлізарова Харківська обл.                                                                    |
| 1000 метрів                         | 2.34,8 Крістіна Лібетрау НДР                                                                                     | 2.34,8 Крістіна Лібетрау НДР                                                                                     | | |
| 1500 метрів                         | 4.02,7 (4.02,65) Наталія Марашеску Румунія                                                                       | 4.02,7 (4.02,65) Наталія Марашеску Румунія                                                                       | 4.04,2 Тетяна Казанкіна Ленінград                                                                                         | 4.13,3 (4.13,30) Тетяна Веремеєва Донецька обл.                                                            |
| 1 миля                              | 4.23,8 WR* Наталія Марашеску Румунія                                                                             | 4.23,8 ER* Наталія Марашеску Румунія                                                                             | | |
| 3000 метрів                         | 8.36,8 Грете Вайтц Норвегія                                                                                      | 8.36,8 Грете Вайтц Норвегія                                                                                      | 8.46,3 Людмила Брагіна РРФСР                                                                                              | 9.12,5 Насіме Гіматова Київ                                                                                |
| 5000 метрів                         | 15.37,0 WB* Дженіс Меррілл США                                                                                   | 15.41,4 EB* Наталія Марашеску Румунія                                                                            | | |
| 10000 метрів                        | 33.15,1 (33.15,09) WB* Пег Неппел США                                                                            | 33.34,2 EB* Лоа Олафссон Данія                                                                                   | | |
| 100 метрів з бар'єрами              | 12,70 Гражина Рабштин Польща                                                                                     | 12,70 Гражина Рабштин Польща                                                                                     | 12,87 Любов Нікітенко Казахська РСР                                                                                       | 13,49 Надія Ткаченко Донецька обл.                                                                         |
| 400 метрів з бар'єрами              | 55,63 WR* Карін Рослі НДР                                                                                        | 55,63 ER* Карін Рослі НДР                                                                                        | 55,74 NR* Тетяна Сторожева РРФСР                                                                                          | 59,41 Олена Колесник Житомирська обл.                                                                      |
| 4х100 метрів                        | 42,51 Європа Ельвіра Поссекель ФРН Андреа Лінч Велика Британія Аннегрет Ріхтер ФРН Соня Ланнаман Велика Британія | 42,51 Європа Ельвіра Поссекель ФРН Андреа Лінч Велика Британія Аннегрет Ріхтер ФРН Соня Ланнаман Велика Британія | 42,88 NR* СРСР Людмила Маслакова Москва Тетяна Анисимова Ленінград Марина Сидорова Ленінград Людмила Кондратьєва РРФСР    | 46,59 УРСР                                                                                                 |
| 4х200 метрів                        | 1.31,6 WR* Велика Британія Верона Елдер Донна Гартлі Шерон Кольєар Соня Ланнаман                                 | 1.31,6 ER* Велика Британія Верона Елдер Донна Гартлі Шерон Кольєар Соня Ланнаман                                 | | |
| 4х400 метрів                        | 3.23,7 (3.23,70) НДР Беттіна Попп Барбара Круґ Крістіна Бремер Маріта Кох                                        | 3.23,7 (3.23,70) НДР Беттіна Попп Барбара Круґ Крістіна Бремер Маріта Кох                                        | 3.26,6 (3.26,62) СРСР Людмила Аксьонова УРСР Світлана Стиркіна Москва Тетяна Пророченко УРСР Наталія Соколова Москва      | 3.40,3 (3.40,30) УРСР (молодь) О.Сорока Н.Алаєва Марія Кульчунова Київ Наталія Самусенко Миколаївська обл. |
| 4х800 метрів                        | 8.16,0 СРСР Любов Іванова Тетяна Провідохіна Світлана Стиркіна Тетяна Казанкіна                                  | 8.16,0 СРСР Любов Іванова Тетяна Провідохіна Світлана Стиркіна Тетяна Казанкіна                                  | 8.16,0 СРСР Любов Іванова Молдавська РСР Тетяна Провідохіна Ленінград Світлана Стиркіна Москва Тетяна Казанкіна Ленінград | |
| Спортивна хода 5000 метрів          | 23.25,0 WB* Сів Густавссон Швеція                                                                                | 23.25,0 EB* Сів Густавссон Швеція                                                                                | | |
| Спортивна хода 10000 метрів         | 48.40,3 WB* Сів Густавссон Швеція                                                                                | 48.40,3 EB* Сів Густавссон Швеція                                                                                | | |
| 10 кілометрів (шосе)                | 33.49 WB* Марійке Мозер Швейцарія                                                                                | 33.49 WB* Марійке Мозер Швейцарія                                                                                | | |
| 15 кілометрів (шосе)                | 53.05 WB* Грете Вайтц Норвегія                                                                                   | 53.05 EB* Грете Вайтц Норвегія                                                                                   | | |
| 10 миль (шосе)                      | 56.08 WB* Джулі Ші США                                                                                           | | | |
| Напівмарафон (шосе)                 | 1:22.05 WB* Сільвана Кручата Італія                                                                              | 1:22.05 EB* Сільвана Кручата Італія                                                                              | | |
| Марафон (шосе)                      | 2:34.47,5 WB* Кріста Валензік ФРН                                                                                | 2:34.47,5 EB* Кріста Валензік ФРН                                                                                | | |
| Спортивна хода 20 кілометрів (шосе) | 1:43.38 WB* Ліліан Харпур Австралія                                                                              | | | |
| Стрибки у висоту                    | 2,00 WR* Розмарі Аккерманн НДР                                                                                   | 2,00 ER* Розмарі Аккерманн НДР                                                                                   | 1,88 Надія Осколок УРСР                                                                                                   | 1,88 Надія Осколок Київ                                                                                    |
| Стрибки в довжину                   | 6,82 Вільгельміна Бардаускене СРСР                                                                               | 6,82 Вільгельміна Бардаускене СРСР                                                                               | 6,82 NR* Вільгельміна Бардаускене Литовська РСР                                                                           | 6,49 Надія Ткаченко Донецька обл.                                                                          |
| Штовхання ядра                      | 22,32 WR* Хелена Фібінгерова Чехословаччина                                                                      | 22,32 ER* Хелена Фібінгерова Чехословаччина                                                                      | 21,26 Світлана Крачевська Москва                                                                                          | 20,12 NR* Віра Цапкаленко Одеська обл.                                                                     |
| Метання диска                       | 68,92 Сабіне Енгель НДР                                                                                          | 68,92 Сабіне Енгель НДР                                                                                          | 68,60 Фаїна Мельник Москва                                                                                                | 61,88 Ніна Корсунська Одеська обл.                                                                         |
| Метання списа                       | 69,32 WR* Кейт Шмідт США                                                                                         | 68,92 Рут Фукс НДР                                                                                               | 62,14 Світлана Бабич РРФСР                                                                                                | 56,32 Олександра Коростильова Харківська обл.                                                              |
| П'ятиборство                        | 4839 WR* Надія Ткаченко СРСР                                                                                     | 4839 ER* Надія Ткаченко СРСР                                                                                     | 4839 NR* Надія Ткаченко УРСР                                                                                              | 4839 NR* Надія Ткаченко Донецька обл.                                                                      |